# Louis Nauwelaerts (peintre)
Louis Nauwelaerts, né à Lierre le 24 novembre 1823 et mort dans la même ville le 7 avril 1875, est un peintre belge.
Son champ pictural couvre principalement les scènes de genre et les sujets religieux.

## Biographie

### Famille
Louis (Cornelius Ludovicus) Nauwelaerts, né à Lierre le 24 novembre 1823, est le cinquième des neuf enfants de Jean François Nauwelaerts, tailleur d'habits (1781-1864) et de Maria Cornelie Lambrechts (1791-1881), mariés à Lierre le 25 avril 1816. Célibataire, Louis Nauwelaerts demeure avec ses sœurs qui possèdent un magasin de modes à Lierre.

### Formation
Louis Nauwelaerts est d'abord élève à l'Académie de Lierre. Ensuite il est étudiant à l'Académie royale des beaux-arts d'Anvers, où il est formé par le peintre Joseph Laurent Dyckmans. Le 9 mai 1847, il obtient le second prix en transparence et, à l'issue de sa dernière année d'étude, il reçoit, le 30 avril 1848, le premier prix de perspective, devançant Désiré Mergaert,,.

### Carrière
Louis Nauwelaerts commence sa carrière en exposant Un médecin ambulant au Salon de Bruxelles de 1848, puis au Salon de La Haye l'année suivante,.
Le 7 avril 1875, il meurt, à l'âge de 51 ans, chez lui, où il demeurait avec ses sœurs tenant un magasin de modes, rue Droite no 22 à Lierre.

## Œuvre

### Caractéristiques
Louis Nauwelaerts est principalement un peintre de genre et de sujets religieux. Il copie également Pierre Paul Rubens, Antoine van Dyck et d'autres illustres maîtres flamands.
Il peint les cartels exposés lors des célébrations de la Saint-Gommaire en 1865, détruits lors du bombardement de 1914. Dans l'église Saint-Gommaire de Lierre, Les Sept douleurs de Notre-Dame de Lierre exposées au-dessus de l'autel sous le jubé sont les siens.

### Expositions
- Salon de Bruxelles de 1848 : Un médecin ambulant[3].
- Exposition des maîtres vivants à La Haye en 1849 : Un médecin hongrois itinérant[5].
- Salon de Gand (XXI) de 1850 : Le Jeu de domino[6].